# Шишкин, Владимир Павлович
 Владимир Павлович Шишкин (1933 год — 2002) — бригадир колхоза «Прогресс» Волжского района Куйбышевской области, Герой Социалистического Труда (1979).

## Биография
Владимир Павлович Шишкин родился в крестьянской семье в 1933 году в селе Дубовый Умёт Самарского округа Средневолжского края (ныне — Волжский район Самарской области).
Окончил 4 класса и поступил в Обшаровское училище механизации, после окончания которого работал механизатором в колхозе «Прогресс» Молотовского (с 1957 года — Волжского) района Куйбышевской области.
В начале 70-х годов XX века назначен бригадиром тракторной бригады, в которую входило более 20 гусеничных тракторов, несколько «Кировцев» и зерноуборочные комбайны, которые обрабатывали 7 тысяч гектаров колхозной пахоты.
Позднее Владимир Павлович Шишкин возглавил полеводческую бригаду № 3, которая стабильно получала урожаи по 22-25 центнеров зерновых с гектара. По итогам работы в 8-й пятилетке (1966—1970) был награждён орденом «Знак Почёта», а за досрочное выполнение плановых заданий 9-й пятилетки (1971—1975) — орденом Ленина.
За большие успехи, достигнутые в получении высоких урожаев и проявленную при этом трудовую доблесть, Указом Президиума Верховного Совета СССР от 12 апреля 1979 года Шишкину Владимиру Павловичу было присвоено звание Героя Социалистического Труда с вручением Ордена Ленина и золотой медали «Серп и молот».
В 1993 году вышел на пенсию, жил в родном селе Дубовый Умёт, скончался в 2002 году.

## Награды
- Звание Герой Социалистического Труда (12 апреля 1979);
- Медаль «Серп и Молот» (12 апреля 1979) — № 19203);
- Орден Ленина (12 апреля 1979) — № 432574);
- Орден Ленина (14 февраля 1975 года)
- медали.